# Крекшины
Крекшины (Крёкшины) — русский дворянский род, восходящий к XVII веку.
Опричниками Ивана Грозного (1573) числились: Дмитрий и Пётр Будаевичи Крекшины.
Из этого рода — Пётр Никифорович Крекшин. Род Крекшиных был внесён в VI часть дворянской родословной книги Псковской губернии Российской империи.

## Описание гербов

#### Герб Крекшиных 1785 г.
В Гербовнике Анисима Титовича Князева 1785 года имеется изображение печати с гербом Дмитрия Екимовича Крекшина: на княжеской мантии расположен овальный щит, имеющий серебряное поле. В центре щита два голубых топора на золотых топорищах, положенных крестообразно. Над топорами расположен золотой крест. Щит увенчан княжеской шапкой, из которой выходит вверх поднятая рука в латах с мечом. Вокруг щита пальмовые ветви, скрещенные внизу.

#### Герб Крекшиных 1801 г.
Герб Крекшиных Высочайше утвержден дипломом от 24 апреля 1801 года: щит разделен горизонтально на две неравные части. В первой, верхней части, в красном поле два золотых креста. Во второй, нижней, большей части, в чёрном поле золотое стропило.

## Известные представители
- Крекшин Григорий Дмитриевич — серпейский городской дворянин (1627—1629).
- Крекшин Яков Григорьевич — стряпчий (1658)[3].